# La scuola degli egoisti
La scuola degli egoisti è un romanzo dello scrittore e drammaturgo Éric-Emmanuel Schmitt, pubblicato nel 1994. Racconta di un immaginario filosofo francese del XVIII secolo, le cui teorie ricordano quelle dell'empirista inglese George Berkeley (1685-1753).

## Trama
Il narratore, un ricercatore universitario, decide durante una sera di lavoro alla Biblioteca nazionale di Francia di prendersi una pausa, e chiede in consultazione un libro a caso, il “Dizionario patriottico” di un certo Fustel des Houillères, datato 1798. Da questo viene a sapere dell'esistenza di un singolare filosofo di inizio XVIII secolo, tale Gaspard Languenhaert, di nascita olandese ma vissuto a Parigi. Il suo pensiero consisteva nella teoria che il mondo non esiste in sé, ma solo nella percezione di chi lo osserva. Dopo aver suscitato un certo interesse nei salotti nobili, Languenhaert scomparve.
Stupito e interessato, il narratore cerca altre notizie finché trova un libro di ritratti presso un libraio del lungosenna, e poi a partire da una incomprensibile citazione di Diderot, altri due importanti testi che si occupano del singolare filosofo: un trattato di un cronista letterario dell'epoca, Hubert de Saint-Igny, che conobbe Languenhaert nel salotto di Madame du Devant, e un volume di un certo Amfrye de Grécourt che si occupa della filosofia in Francia e Inghilterra, e che presenta le idee del filosofo egoista sotto forma di dialogo.
Languenhaert sosteneva che il corpo non è reale, e che il mondo esiste solo nella mente, e nella sua vita portò questa filosofia alle estreme conseguenze. C'è qualcuno però che guida il narratore nella sua ricerca, lo indirizza alla biblioteca di Le Havre e poi in Bretagna, nella casa di un ramo della famiglia Languenhaert. Arriverà a immedesimarsi talmente nel filosofo egoista da scrivere lui stesso un ipotetico racconto sulla fine della sua avventura.

## Critica
La filosofia di Gaspard Languenhaert è strettamente imparentata con quella del contemporaneo filosofo inglese George Berkeley  (1685-1753), secondo la quale gli oggetti materiali esistono solo in quanto vengono percepiti. Berkeley è l'autore di Dialoghi di Hylas e Philonous che per molti versi ricordano quelli fra Cleante e Automonofilo nell'apocrifo di Amfrye de Grécourt creato da Schmitt:
(Amfrye de Grécourt)
(Berkeley, Dialoghi di Hylas e Philonous)
Schmitt stesso paragona la filosofia del suo personaggio a quella di altri pensatori: a Berkeley in almeno tre passaggi del romanzo, in un passaggio a Condillac e sempre in un passaggio a Malesherbes.

## Edizioni
- Éric Emmanuel Schmitt, La scuola degli egoisti, Trad. di Alberto Bracci Testasecca, Edizioni e/o, 2011,  p. 124, ISBN 978-88-7641-945-4.